# Pendosawalan
Pendosawalan is een bestuurslaag in het regentschap Jepara van de provincie Midden-Java, Indonesië. Pendosawalan telt 4583 inwoners (volkstelling 2010).